# Huertahernando
Huertahernando – gmina w Hiszpanii, w prowincji Guadalajara, w Kastylii-La Mancha, o powierzchni 51,32 km². W 2011 roku gmina liczyła 62 mieszkańców.